# Groep S

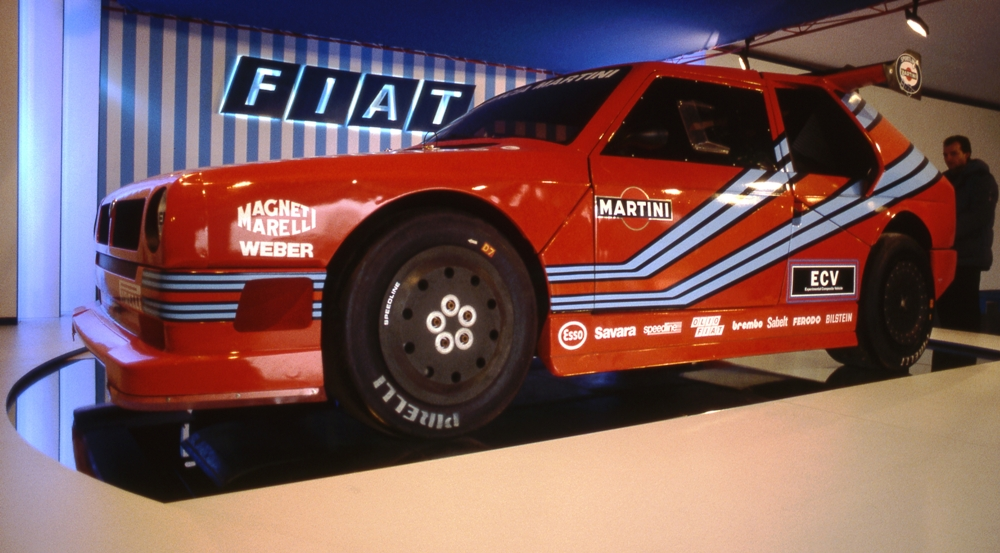
1986: De Lancia ECV1 tijdens de Memorial Bettega Trophy in Bologna

Groep S was de klasse  in de rallysport die Groep B moest vervangen. Na het verdwijnen van groep B werd ook groep S geschrapt. In Groep S zouden de wagens gelimiteerd zijn op 300pk. Slechts tien exemplaren van elke wagen moesten gemaakt worden om gehomologeerd te worden, in tegenstelling tot 200 exemplaren voor groep B. Verschillende fabrikanten waren bezig met het ontwikkelen van wagens voor groep S. In 1997 werd deze klasse hergeïntroduceerd als de "World Rally Cars". 
- Toyota MR2 222D
- Lancia ECV (1 en 2)
- Opel Kadett E Rallye 4x4 (ook Vauxhall Astra 4S genoemd)
- Audi Sport quattro RS 002
- Ford RS200